# Neuvième circonscription de la préfecture d'Osaka
La neuvième circonscription de la préfecture d'Osaka (大阪府第9区, Ōsaka-fu dai-kyū-ku) est l'une des dix-neuf circonscriptions législatives que compte la préfecture d'Osaka au Japon.

## Description géographique
Entre 1994 et 2022, la neuvième circonscription de la préfecture d'Osaka regroupait les villes d'Ikeda, Ibaraki et Minoh et le district de Toyono.
Depuis 2022, elle comprend les mêmes unités administratives à l'exception de la ville d'Ikeda.

## Députés
| Législature | Début de mandat | Fin de mandat | Député élu           | Parti politique | Parti politique |
| ----------- | --------------- | ------------- | -------------------- | --------------- | --------------- |
| 41e         | 1996            | 2000          | Takeshi Nishida (ja) |                 | Shinshintō      |
| 42e         | 2000            | 2003          | Nobumori Ōtani (ja)  |                 | PDJ             |
| 43e         | 2003            | 2005          | Nobumori Ōtani (ja)  |                 | PDJ             |
| 44e         | 2005            | 2006          | Takeshi Nishida      |                 | PLD             |
| 44e         | 2006            | 2009          | Kenji Harada (ja)    |                 | PLD             |
| 45e         | 2009            | 2012          | Nobumori Ōtani       |                 | PDJ             |
| 46e         | 2012            | 2014          | Yasushi Adachi       |                 | ARJ             |
| 47e         | 2014            | 2017          | Kenji Harada         |                 | PLD             |
| 48e         | 2017            | 2021          | Kenji Harada         |                 | PLD             |
| 49e         | 2021            | 2024          | Yasushi Adachi       |                 | Ishin           |
| 50e         | 2024            | -             | Kei Hagihara (ja)    |                 | Ishin           |